# 金庸
金庸（1924年3月10日—2018年10月30日），大紫荊勳賢，OBE，原名查良鏞，籍貫浙江海寧，香港作家、報業家及政治評論家。其武俠小說在華人世界影響深遠，被譽為「20世紀最具影響力的中文作家」之一。
1955年至1972年間，金庸創作《射雕英雄传》、《神鵰俠侶》、《倚天屠龍記》、《天龍八部》、《笑傲江湖》、《鹿鼎記》等15部武俠小說，全球發行量超過1億冊。其作品改編成影視、電玩及漫畫等形式，數量逾百，獲讚「有華人的地方，就有金庸的武俠」。香港文化博物館設「金庸展廳」長期展示其手稿，法國法蘭西學術院於2004年授予其「外籍院士」榮銜。
1959年，金庸創辦《明報》，發展成涵蓋日報、周刊及出版社的傳媒集團，影響香港輿論數十年。1985年至1989年，他擔任香港基本法起草委員會政治體制小組負責人，參與香港政制設計。2000年，獲香港特區政府頒授大紫荊勳章，表彰其文學與社會貢獻。
金庸與倪匡、黃霑、蔡瀾並稱為「香港四大才子」，與梁羽生、古龙被譽為新派武俠小說代表作家。2018年逝世後，中國作家協會讚其「承載中華文化核心價值」，英國《经济学人》則評價其「將通俗文學提升至藝術層次」。

## 生平

### 家世及早年

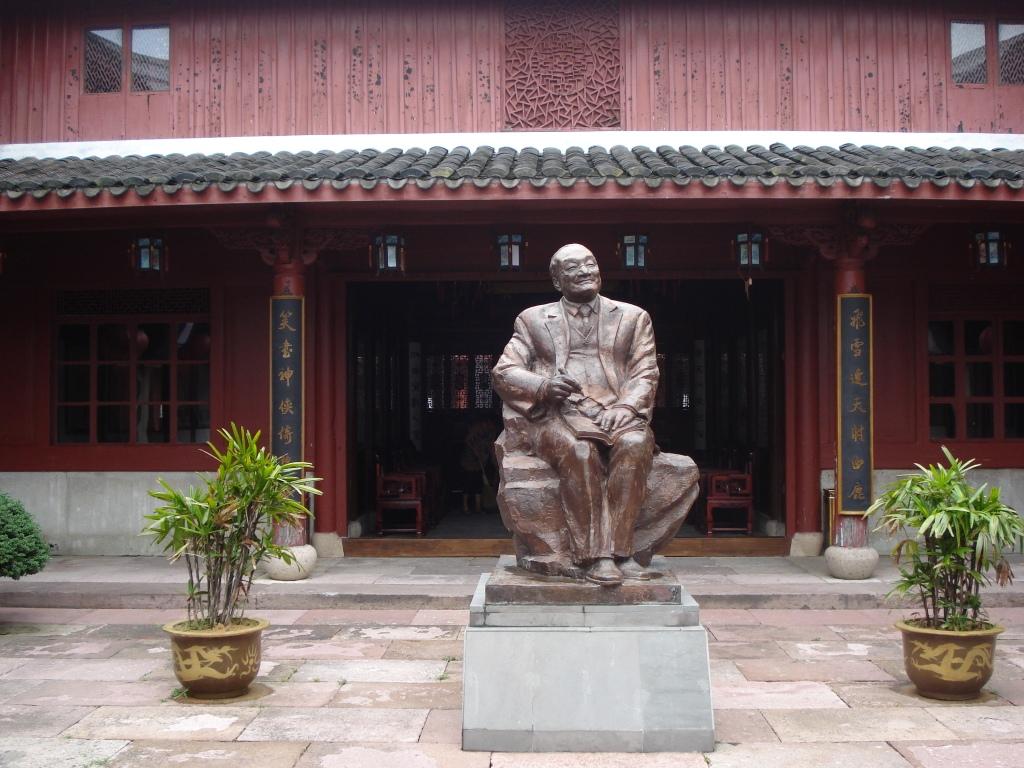
浙江桃花岛上的金庸铜像，两旁的楹联为著名的“飞雪连天射白鹿，笑书神侠倚碧鸳”

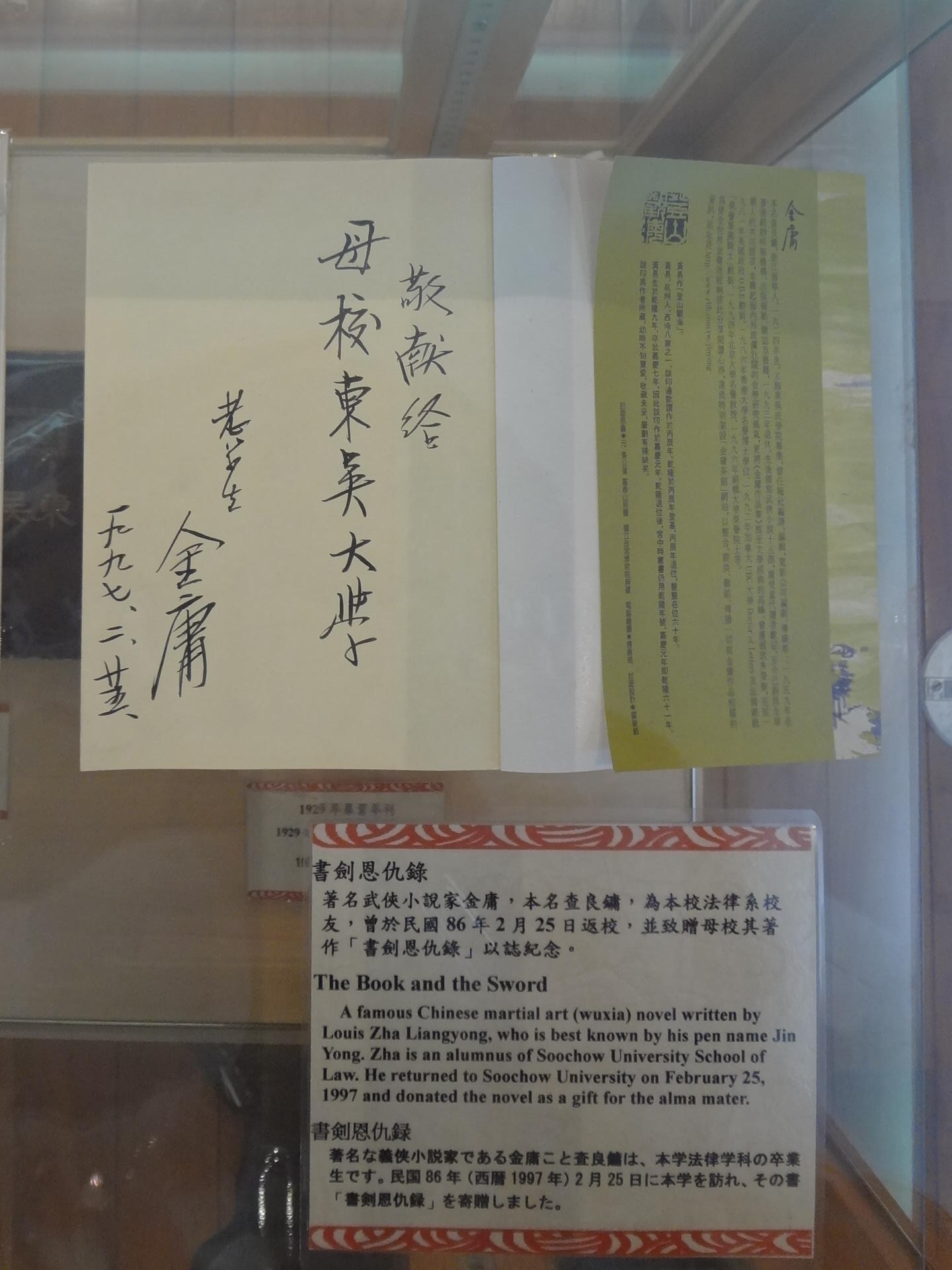
1997年2月25日，金庸送給東吳大學的《書劍恩仇錄》

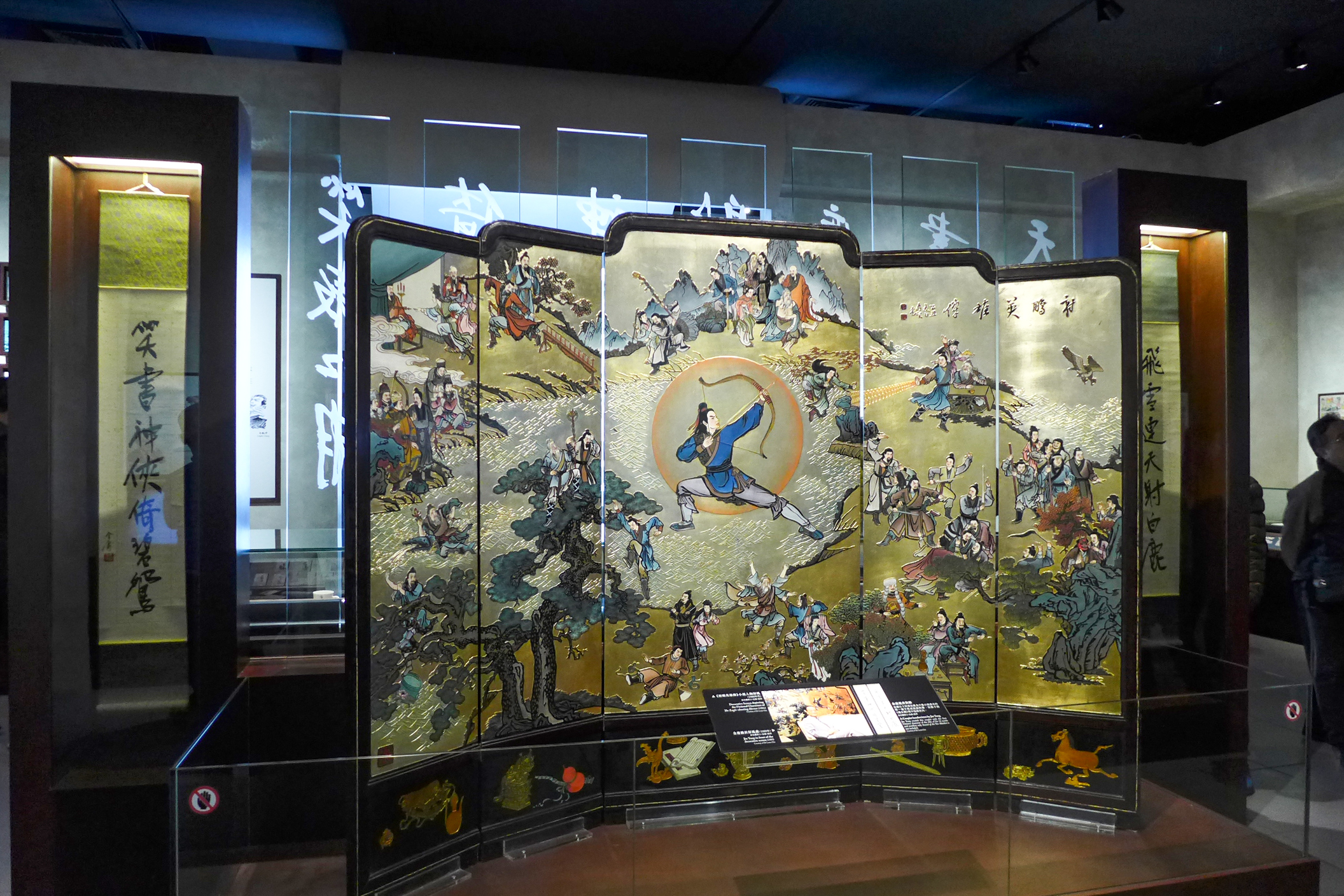
由金庸借出、由友人贈送的《射鵰英雄傳》小說人物屏風，旁邊掛有「飛雪連天」親筆對聯（1980年代）

金庸本名查良镛，1924年3月10日（農曆甲子年二月初六）出生於浙江省海宁縣袁花鎮新偉村（今浙江省嘉興市海寧市），是海宁查氏第二十二代孫。海宁查氏為海寧縣袁花鎮之書香門第，藏書豐富，在浙西一帶聲望崇隆，明清年間共出22個進士，康熙年間創造了「一門十進士，叔侄五翰林」的科舉神話，更包括了金庸的直系祖先查升及查揆。其父查枢卿是當地大地主，自幼接受西式教育並毕业於震旦大学；其母名徐祿，與夫共育有良铿、良镛、良浩、良栋、良钰五子和良琇、良璇二女。1937年日本入侵華南時，袁花镇惨遭轰炸，徐祿於舉家逃难途中不幸得急病病逝。当时，13岁的金庸尚在嘉兴读书。查枢卿随后再娶顾秀英为妻，他们又育有四子二女，四子分別是良铖、良楠、良斌、良根，二女分別是良琪、良珉。

### 早年求学
1929年5月，查良鏞入讀家鄉海寧縣袁花鎮小學，1936年入嘉興一中读初中，离开家乡。1937年抗日戰爭爆發，因战事而随学校辗转到余杭、临安、丽水等地，后1938年於浙江省立联合高中初中部就读。
1939年，读初中三年级的他与同学合编了一本指导学生升初中的参考书——《给投考初中者》。这是此类型书籍首次在中国出版，也是金庸出版的第一本书，收效不凡。1941年因在壁报上寫諷刺訓導主任投降主义的文章《阿麗絲漫遊記》被其開除，校长張印通介绍他轉學去了衢州。1942年自浙江省衢州第一中學畢業。
1944年，查良鏞考入重庆中央政治大學外交系，因对校内学生党员行为不满而向校方投诉，反被退学。后在中央图书馆挂职，阅读大量书籍。1945年抗日战争胜利后返乡，曾在杭州《东南日报》暂任外勤记者。1946年赴上海東吳大学法學院插班修習國際法課程，1948年畢業，同年移居香港。

### 創作
1946年秋，查良鏞進入上海《大公报》任国际电讯翻译。1948年调往香港分社。1950年赴北京到中华人民共和国外交部求职，但因不满其外交政策, 返回香港, 重入《大公报》工作。1952年调入《新晚报》编辑副刊，并写出《绝代佳人》、《兰花花》等电影剧本。期间与同事梁羽生相识为友。
1954年，吳公儀（吳氏太極拳）與陳克夫（白鶴派）在澳門擺擂台比武，比賽草草收場，引發坊間談論不斷。總編輯羅孚先後安排梁与查寫武俠小說於副刊連載，梁羽生編寫《龍虎鬥京華》，查良鏞將“鏞”字一分為二，以「金庸」為筆名寫《書劍恩仇錄》，引起轟動，頓時金梁齊名，開創武俠小說高潮。1956年，与同写武侠小说的梁羽生和百剑堂主在报上开设专栏《三剑楼随笔》，三人合写随笔，给“新派武侠”留下了一段历史见证。1956年在《香港商報》全年連載《碧血劍》。1959年於自辦的《明報》上連載《神鵰俠侶》。1953年至1958年期间，他曾以林歡作筆名，為長城電影公司編寫劇本，其中《絕代佳人》獲中華人民共和國文化部金章獎。更曾合作導演過兩部電影，與程矮高合導《有女懷春》及胡峰合導《王老虎搶親》。也曾以姚馥蘭為筆名撰寫電影評論，还为电影歌曲填词。

### 辦報
1959年，查良鏞與沈寶新合資10萬港元在香港創辦《明報》，1966年9月將辦公室搬入位於北角英皇道651號的南康大廈（已於1995年重建為科匯中心），直至1990年代初搬遷到位於柴灣嘉業街18號的明報工業中心。除了以日報模式每天清晨出版的《明報》，也推出包括《明報晚報》、《明報月刊》和《明報週刊》、及新加坡《新明日報》系列報刊，金庸還成立了明報出版社與明窗出版社。1991年1月23日註冊成立“明報企業有限公司”，當年3月22日在香港聯合交易所上市。明報集團1991年度的盈利接近一億元，1991年明報集團香港上市後，他退出報業管理層，於是他從此去周遊列國、教書、靜修、遊山玩水、研經，他在1991年的《資本雜誌》的《九十年代香港華人億萬富豪榜》名列中排第64位，他亦被譽為文人致富的典型例子。
查良鏞為《明報》撰寫社評二十餘年，以「左手寫社評，右手寫小說」傳為美談。1960年代，由于中苏交恶，中国大陆安全无保障并面临威胁，开始积极发展研究核武器，外交部长陈毅在1963年提出了“核裤论”：“当了裤子也要造核子！”。查于1964年在《明报》發表《要裤子不要核子》社評，反对造原子弹。左翼报纸《大公报》、《文匯報》、《新晚報》等以「反共反華」、「親英崇美」、「背叛民族立場」回應。直到最后陈毅出面制止了左派的攻击。
虽然《明报》系列并非政治激进的刊物，但文化大革命爆发時，查良鏞和《明報》却公開对其持反對態度。在《明報月刊》40週年的撰文上，金庸也直言刊物是和文革對著幹，具體展現在紀錄彭德懷功績、出版吳晗的《謝瑤環》劇本，極力捍衛中國傳統文化和批判錯誤抨擊。查遂被香港左派斥為「漢奸」、「走狗」、「豺狼庸」；香港左派團體將文革延燒到香港並於1967年發起六七暴動，查良鏞於《明報》社評多次譴責左派人士搗亂香港及放炸彈殺傷平民，因而受到左派人士及左派媒體發出死亡恐嚇，香港商業電台播音明星林彬被暗殺燒死後，查良鏞的寓所亦收到一個藏有炸彈的郵包，幸及早發現，由軍火專家將炸彈拆除，由於被列入左派暗殺名單，查良鏞決定與家人到新加坡暫避。至暴動被平息後返回香港，但仍然受到港英政府特別保護直至1970年代末。

### 從政
1973年春，查良镛曾应中華民國政府之邀前往台湾，并与行政院院长蒋经国和中華民國副總統嚴家淦见面会谈，獲聘為總統府國策顧問。文化大革命结束后，金庸在1981年与1984年来到中國大陆访问，并先后在北京与中华人民共和国领导人邓小平和胡耀邦会谈，是首位獲邓小平單獨接見的香港人。随后1985年香港特别行政区基本法起草委员会宣告成立，金庸成為其中一委員，任基本法政治體制起草小組的港方負責人兼經濟體制起草小組成員。因香港政制方案乃基本法中最为核心且争议最大，直至1988年方案尚未成型。
1988年，金庸與查濟民提出了備受爭議的“政制协调方案”（又称「雙查方案」、主流方案）。這個方案相對當時各界所提出的眾多方案中比較保守，因而被認為有礙民主進程而得不到港人支持，查回港后有各种针对他的示威抗议发生。实际上查之本意为给民主派李柱铭、司徒华两人留出余地，但当天两人沉默以示抗议，使得最为保守的这一方案得以通过，大出查氏所料。然中央人民政府當時认为正是底限所在，故其后作修改并被納入基本法使用至今。
1989年，北京发生了六四事件。5月20日，国务院总理李鹏发布“首都戒严令”当天，查良鏞对解放军实行武力清场表示伤心，辭去基本法草委、諮委職務，结束了从政生涯。同年在《明報》創辦三十年慶祝茶會上宣佈卸下社長職務，只擔任集團董事長。

### 退休
1991年明報企業上市，查良鏞任董事長並簽訂三年服務合約，與于品海達成協議由智才技術性收購明報企業。1993年曾对香港总督彭定康的“政改方案”进行笔战，同年两会期间赴北京訪問，並獲中共中央總書記江澤民接見。同年4月宣佈辭去明報企業董事局主席職務，改任名譽主席，更將明報集團售予于品海，宣佈全面退休。
1994年查良鏞返鄉参加嘉興一中90周年校庆并于嘉興高專興建「金庸圖書館」。图书馆落成後再斥資1400萬在西湖興建「雲松書舍」，供個人藏書、寫作和與文友交往雅集之用。1996年秋當「雲松書舍」落成後，查良鏞改變初衷，捐出斥巨資興建的書舍，現已成為杭州的新旅遊景點，內藏金庸作品及手跡陳列室等。
2005年10月，已81岁的金庸离开香港，往英國劍橋大學深造，取得歷史碩士學位，碩士論文《初唐皇位繼承制度》（The imperial succession in early Tang China）。2010年，金庸完成博士論文《唐代盛世繼承皇位制度》，取得劍橋大學博士學位，指導教授是小他15歲的麥大維(David McMullen)。
2009年開始，註冊入讀北京大學中文系博士課程，导师为袁行霈。網上曾一度流傳其2013年畢業的畢業證書照片，但北大否認金庸獲得博士文憑，稱該證書是“學校管理部門按博士生入學年月，依慣例預先普遍準備的”，並指金庸年事已高，身體趨弱，未能按時完成學習計畫。據北京大學圖書館論文檢索所得，沒有找到金庸的博士論文，推測他沒有取得北大博士學位之可能性較高。

### 逝世
2018年10月30日下午5點半左右，查良鏞在家人陪伴下於香港養和醫院與世長辭，享耆壽94歲。其子查傳倜被記者詢問時也僅回7個字「下午走了，很安詳」。其後，他在微信上載多張查良鏞生前圖片，並留言「有容乃大俠客情，無慾則剛論政壇，看破放下五蘊空，含笑駕鶴倚天飛」。據其好友陶傑稱，查良鏞生前罹患肝癌，並於去世前三年開始有腦退化徵兆。其喪禮在2018年11月13日以私人形式舉行，包括蔡瀾、陶傑、李純恩、張紀中、黃曉明、香港理工大學榮休校長潘宗光、形象設計師劉天蘭、前特首兼全國政協副主席董建華、前行政會議成員梁智鴻、阿里巴巴集團主席馬雲等到場送別。靈柩在中午移送到大嶼山寶蓮禪寺海會靈塔火化，骨灰旋即奉安該靈塔。
華人世界多處均有悼念查良鏞的活動，各界包括影視和政界人士均表達哀悼：
- 中国大陆：中共中央總書記習近平和國務院總理李克強、國務院副總理韓正等現任黨和國家領導人表示哀悼，慰問親屬，並送花牌輓聯[38]。前總理朱鎔基、前總理溫家寶、前國家副主席李源潮等亦有表示哀悼。馬雲、郭广昌、李開復、張小龍、雷軍等企業家表示哀悼[39]。 襄陽城牆有多人點起燭光；杭州西湖邊的書房「雲松書社」有人獻上鮮花[40]。
- 香港：文化博物館的金庸館設立公眾弔唁區[41]。香港特首林鄭月娥、中聯辦主任王志民、保安局局長李家超、商人李嘉誠表示哀悼[42]。
- 臺灣：總統府發言人林鶴明，行政院長賴清德，親民黨主席宋楚瑜表示哀悼。[43]

### 公職
- 中華民國總統府國策顧問
- 香港廉政公署市民諮詢委員會召集人、法律改革委員會委員（1970年代至1980年代）
- 香港基本法起草委員會委員、政治體制小組負責人，香港基本法諮詢委員會執行委員會委員（1985年至1989年）
- 全國人大常委香港籌委會委員（1996年至1997年）
- 中国作家协会第七届全国委员会名誉副主席（2009年9月至2018年8月）

## 所获荣衔
金庸一生获颁的部分荣衔包括：
- 大英帝國官佐勳章勋衔（1981年）、法国政府荣誉军团骑士勋衔（1992年）、法國文化部法國藝術及文學司令勋衔（2004年[44]）；
- 英国牛津大学、剑桥大学、香港大学[45]、香港理工大学、香港公开大学、加拿大英屬哥倫比亞大學、香港科技大学[46]、香港树仁大学[47]、澳門大學等校荣誉博士；
- 日本创价大学、香港大学、北京大学、南开大学、浙江大学、廣州中山大学、四川大学、华东师范大学、苏州大学、国立清华大学、香港中文大學[48]、吉林大学[49]等校名誉教授；
- 浙江大学人文学院名誉院长（原为院长及博导，后辞去[50]）、终身教授；
- 1998年，获香港市政局颁授“文学创作终身成就奖”；获香港（及海外）文学艺术协会颁授“当代文豪金龙奖”，同获此奖的还有巴金和冰心。
- 2000年，获香港特區政府颁赠最高荣誉大紫荆勋章。
- 2001年，國際天文聯會将北京天文台发现的小行星10930命名为“金庸星”[51]。
- 2005年，英國剑桥大学授予金庸荣誉文学博士名衔，金庸随即以81岁高龄赴剑桥大学攻读历史学碩士、博士學位。
- 2009年，獲頒2008影響世界華人終身成就獎[52]。
- 2010年，英國劍橋大學授予金庸榮譽院士和哲學博士學位[53]；並獲香港藝術發展局頒發「2009香港藝術發展獎」之「終身成就獎」[54]。
- 2011年，國立清華大學授予金庸名譽博士學位[55]。
- 2011年，澳门大学授予金庸荣誉文学博士学位[56]

## 紀念
1992年12月2日，位于浙江省嘉兴市嘉兴学院的嘉兴金庸图书馆动工，1994年1月竣工，同年4月3日开馆启用。嘉兴金庸图书馆是中国內地唯一一个以金庸命名的圖書館。
2003年3月，位於澳門新馬路的文化會館開設澳門金庸圖書館，金庸親臨開幕並任榮譽顧問，館藏有中、英、日、泰、印尼文版金庸小說。
2017年2月，位於香港文化博物館的「金庸館」常設展館揭幕，內藏展品300多項，包括手稿、早期流通的小說、金庸作品改編的影視劇和金庸私人物品等，展示金庸畢生的武俠小說創作歷程與貢獻以及其作品對香港流行文化的影響。
2012年7月4日，金庸碑（Cha Stone）立於劍橋大學聖約翰學院後院學者花園（Scholar's Garden），石碑高5英尺。
2019年4月14日，香港電影金像獎協會於第38屆香港電影金像獎頒獎典禮中向金庸連同其他已故電影人致敬。
2007年5月，中國浙江省舟山群島桃花島開設「金庸文化園」，立金庸塑像。
2024年4月，為紀念金庸百年誕辰，香港舉辦「俠之大者—金庸百年誕辰紀念」展覽，展出雕塑家任哲根據金庸武俠小說創作的多尊人物雕像。展覽主要位於香港文化博物館（22尊）和中環愛丁堡廣場（10尊），另香港國際機場、上環港澳碼頭、啟德郵輪碼頭和西九藝術公園亦有雕像各一。此外，金庸家人捐贈金庸半身像予香港文化博物館永久收藏，現於「金庸館」展示。半身像同樣由任哲雕製，以金庸晚年形象作藍本，高約60公分。

## 作品
金庸的作品以小说为主，兼有政论、散文等。自1955年的《書劍恩仇錄》開始至1972年的《鹿鼎記》宣布封筆，共創作了十五部長、中、短篇小說。最早期金庸熱是從港澳開始，延燒到台灣，其后在中國大陸掀起狂潮，遍及整個華語圈。金庸作品也被翻譯成韓文、日文、英文等文字。

### 小說
金庸小說之間經常有所關係，除了《射鵰三部曲》，《天龍八部》與《笑傲江湖》外，《碧血劍》與《鹿鼎記》，《書劍恩仇錄》與《飛狐外傳》、《雪山飛狐》皆有關聯。
金庸所創作的十五本小說中的十四本名稱的首字曾被聯成一副對聯：飛雪連天射白鹿，笑書神俠倚碧鴛（見《鹿鼎記·新序》）。1970年的《越女劍》未入對聯內。
金庸小說列表如下：
| 作品名稱             | 首次刊載（連載）日期                                          | 首次刊載刊物                             | 總字數（萬） |
| -------------------- | ------------------------------------------------------------- | ---------------------------------------- | ------------ |
| 書劍恩仇錄           | 1955年2月8日 – 1956年9月5日                                   | 新晚報                                   | 51.3         |
| 碧血劍               | 1956年1月1日 – 1956年12月31日                                 | 香港商報                                 | 48.8         |
| 射鵰英雄傳           | 1957年1月1日 – 1959年5月19日                                  | 香港商報                                 | 91.8         |
| 雪山飞狐             | 1959年2月9日 – 1959年6月18日                                  | 新晚報                                   | 13           |
| 神鵰俠侶             | 1959年5月20日 – 1961年7月8日                                  | 明報                                     | 97.9         |
| 飛狐外傳             | 1960年1月11日 – 1962年4月6日                                  | 武俠與歷史第一至七十四期(期間共65期)     | 43.9         |
| 白馬嘯西風           | 1961年10月14日 – 1962年1月14日                                | 明報                                     | 6.7          |
| 鴛鴦刀               | 1961年3月 – 1961年6月                                         | 武俠與歷史第三十七至四十期               | 3.4          |
| 倚天屠龍記           | 1961年7月6日 – 1963年9月2日                                   | 明報                                     | 95.6         |
| 連城訣（原名素心劍） | 1964年1月12日 – 1965年3月7日                                  | 東南亞周刊第一至六十期(期間第17和24期缺) | 22.9         |
| 天龍八部             | 1963年9月3日 – 1966年5月27日                                  | 明報                                     | 121.1        |
| 俠客行               | 1966年6月11日 – 1967年4月19日                                 | 明報                                     | 36.4         |
| 笑傲江湖             | 1967年3月18日 – 1969年10月20日 1967年4月20日 – 1969年10月12日 | 新明日報 明報                            | 97.9         |
| 鹿鼎記               | 1969年10月24日 – 1972年9月23日                                | 明報                                     | 123          |
| 越女劍               | 1969年12月1日 – 1969年12月31日                                | 明報晚報                                 | 1.6          |

這些作品初於報刊連載，即甚受讀者歡迎；經作者集結修訂單行出版後，在華文圈廣爲流傳，尤以長篇作品更為暢銷。其作品大量并多次由台灣、香港、新加坡、中國大陸等地的影視集團改編攝製成電視劇和電影。陳世驤曾說：“金庸武俠小說可與元劇之異軍突起相比。既表天才，亦關世運。所不同者今世獨見一人而已。” 
總覽金庸的幾部成熟武俠作品，除融合了武術、氣功、懸疑、言情、歷史等常見風格以外，還加入了很多古代文藝，以及天文地理等知識性元素。他的小說中塑造了新的武俠形象，打破了主人公必英俊瀟灑，聰明正直的傳統模式，亦展現出他對種族仇殺的負面態度。因此，金庸被一些評論者稱為“俠之大者”。

#### 小说版本
簡單來說，金庸武俠小說經歷三個版本：舊版、新版和新修版。1955年至1972年的稿件稱為舊版，主要刊在報刊；其後由「三育圖書文具公司」（簡稱「三育版」）及「鄺拾記報局」（簡稱「鄺拾記版」）作單行本出版發行，也有不少沒有版權的單行本，現在多已散佚。1970年起，金庸著手修訂所有作品，至1980年全部修訂完畢，是為新版，冠名《金庸作品集》，由「明河社」出版。到了1999年，金庸重新開始修訂工作，為新修版（或世紀新修版），至今所有新版本均已完成。
金庸每十年一次的修訂，情節都有所改動。新修版的故事細節和結局也略有變動，引來不少迴響。陳墨認為，新修版雖然改善舊作中的錯漏之處，卻又產生新的問題。倪匡在《四看金庸小說》中，形容看到新版《射鵰英雄傳》後，“懷疑自己得失憶症，因為改動得實在太多了。”倪匡早前也表示：“小說文字的激情比合文法重要。在創作過程中，作者和筆下的人物、故事在感情上融為一體，是一種直接的感情上的結合。”“有不少人，包括我在內，喜歡舊版多於新版。”目前兩岸三地的出版分別授權於臺灣的遠流出版社、廣州的廣州出版社（2005年底開始出版，代替原來的三聯書店）、香港的明河社。

### 其它作品
- 《三剑楼随笔》：與梁羽生、百劍堂主在《大公報》的專欄結集。

- 《袁崇焕评传》：文化普及性作品，非学术性著作；收录在《碧血剑》中。

- 《在台所见、所闻、所思》：明报出版社1972年出版。

- 《探求一個燦爛的世紀》：與池田大作的對話錄，1998年出版（台灣：遠流，香港：明河社，大陸：北京大學出版社）。

- 《金庸散文集》：《明報月刊》「明月四十年精品文叢」，金庸首本散文集。2006年10月作家出版社初版，港臺另有繁體版《金庸散文》，分別由香港明河社和臺灣遠流出版。

- 《月雲》：2000年為《收穫》雜誌撰寫的自傳體散文式短篇小說，收錄於港臺版《金庸散文》。

- 《明窗小札》：“明窗小札”原爲金庸以筆名“徐慧之”在《明報》所闢之專欄，內容多爲時事評論，常譯介外報、外電文章。出版界以原名按年份選錄，編爲1963、1964、1965三輯，共六冊。明河社曾結集出版《明窗小札1963》和《明窗小札1964》。

- 《香港當代作家作品選集. 金庸卷》, 李以建編. 香港: 天地, 2016 年. ISBN 988825734X, 9789888257348。本書收入了金庸的武俠小說（節選）、社評、影評、專欄文章、翻譯小說、政論文章及史學研究論文。 從數以千萬言的金庸的多種話語寫作中擷取代表性作品結為一集，並附有對其寫作的導讀、生平及寫作年表。

- 《另類金庸: 武俠以外的筆耕人生》, 鄺啟東編. 香港: 中華書局, 2024 年. ISBN 9789888809998. 本書編者是著名金庸舊版小說收藏家。編者透過藏品，突出「武俠金庸」以外的金庸，按時序選輯金庸一生刊載於報紙雜誌的文章、手稿、題字等等，從另一個角度嘗試還原一個更為立體而鮮為人知的金庸。

- 《金庸譯作》：「金庸選集」之一，收錄羅素《人類的前途》（Has Man a Future?）和莫洛亞《幸福婚姻講座》（The Art of Being Happily Married）譯文。李以建編，香港：天地，2024 年，ISBN 9789888551309。

- 《金庸影話》：「金庸選集」之一，選錄金庸在報章上發表的中西電影評論。李以建編，香港：天地，2024 年，ISBN 9789888551279。

- 《金庸隨筆》：「金庸選集」之一，分五部分，其一輯自《東南亞周刊》「每週漫筆」，其二輯自《明報》「旅遊寄簡」，其三輯自1966年至1968年《明報》「明窗小札」（筆名徐慧之），其四輯自台灣《中國時報》「明窗短論」，其五選錄散見於其他報刊雜誌上「談藝論政議人生」的文章。李以建編，香港：天地，2024 年，ISBN 9789888551293。

- 《金庸學佛》：「金庸選集」之一，收錄上1970年代末在香港佛教月刊《內明》上發表的〈談「色蘊」〉長篇論文，以及其他根據金庸手稿整理、首次發表的佛學文章。李以建編，香港：天地，2024 年，ISBN 9789888551286。

- 《金庸墨蹟》：收錄金庸親筆抄寫經文偈句。香港：明河社，2024 年，ISBN 9789628982844。

### 政論
金庸曾與梁羽生、百劍堂主在《大公報》的專欄上写随笔。另為《明報》撰寫社評二十餘年，以「左手寫社評，右手寫小說」傳為美談。著名的政论包括上文所提及的“裤核论”、与《大公报》的笔战以及文革时期的诸多时政评论。

## 金學
由於金庸小說深受歡迎，不少文字工作者都提筆撰寫感想、書評，而真正「研究」金庸小說，倪匡乃第一人。倪匡提出了「金學」一詞。不過金庸本身對這名稱有點抗拒，認為有高攀專研《紅樓夢》的紅學之嫌。現在大多統稱「金庸小說研究」。
當台灣遠流出版社取得金庸小說版權後，随着台湾解严，一直被认定为禁书的金庸小说随之出版。在1980年，远流出版社出版了一系列由沈登恩主編的「金學研究叢書」。
「博益」及「明窗」亦出版了一系列名人談金庸的叢書，當時任職《明報》督印人、前香港立法會議員吳靄儀亦寫了《金庸小說的男子》、《金庸小說看人生》、《金庸小說的女子》及《金庸小說的情》，楊興安的《金庸筆下世界》。
當金庸小說在中國大陸正式授權出版後，「金庸小說研究」更為熱鬧，除小說內容、人物、歷史背景之外以至武功招式及飲食菜譜等不一而足。比較不同版本之間的差別更是研究的重點。現時陳墨和潘國森依然經常評論金庸小說。

### 金學研究書目（普及類）
倪匡在1980年出版的《我看金庸小說》，是第一本金庸小說專論，「金學」一詞晚後才形成。倪匡總評金庸小說「古今中外，空前絕後」，顯然難以證實，但正如倪匡在書中自序所言，他品評金庸小說，本著的並非文學批評家看小說的觀點，而是小說讀者看小說的觀點。但觀乎金學至今方興未艾，說倪匡的《我看金庸小說》系列是金學濫觴，亦不為過。
臺灣遠景、遠流、香港明窗、明報等出版社曾出版名家的金學評論集（多有再版或港臺／繁簡版本，括號中為已知最早出版資料）：
- 倪匡：《我看金庸小說》（遠景，1980）、《再看金庸小說》（遠景，1980）、《三看金庸小說》（遠景，1981）、《四看金庸小說》（遠景，1982）、《五看金庸小說》（下半部為陳沛然所著；遠景，1984）
- 吳靄儀：《金庸小說的女子》（明窗，1989）、《金庸小說的男子》（明窗，1989）、《金庸小說的情》（明窗，1990）、《金庸小說看人生》（明窗，1990）
- 楊興安：《金庸筆下世界》（博益，1983）、《漫談金庸筆下世界》（遠景，1986）、《金庸小說十談》（明窗，1989）、《續談金庸筆下世界》
- 溫瑞安：《談笑傲江湖》（遠景，1984）、《析雪山飛狐與鴛鴦刀》（遠景，1985）、《天龍八部欣賞舉隅》（遠景，1985）
- 項莊 (董千里)：《金庸小說評彈》（明窗，1995）
- 陳墨：《金庸小說賞析》、《金庸小說之謎一》、「陈墨评金庸系列」十三册［《赏析金庸》、《初探金庸》、《情爱金庸》、《武学金庸》、《人论金庸》、《艺术金庸》、《文化金庸》、《散论金庸》、《重读金庸》、《形象金庸》、《细读金庸》、《改编金庸》、《版本金庸》］（海豚出版社，2015）
- 陳沛然：《情之探索與神鵰俠侶》（遠景，1985）
- 舒國治：《讀金庸偶得》（遠流，1987）
- 蘇墱基：《金庸的武俠世界》（遠景，1984）
- 薛興國：《通宵達旦讀金庸》（遠景，1984）
- 潘國森：《話說金庸》、《雜論金庸》、《總論金庸》、《武論金庸》
- 孔庆东：《笑书神侠：北大醉侠遭遇金庸》（中国海关出版，2006）
- 严家炎：《金庸小说论稿》（北京大学出版社，2008）
- 六神磊磊：《你我皆凡人：从金庸武侠里读出来的现实江湖》（北京聯合，2015）［又名《翻牆讀金庸》（臺灣高寶，2018）］、《六神磊磊读金庸》（浙江文艺出版社，2021）、《越过人生的刀锋：金庸女子图鉴》（中信·商业家，2022）
- 胡菊人：《小說金庸》（2017）
- 王偉雄：《沉思武俠立斜陽》（明窗，2018）
- 楊曉斌：《紙醉金迷：金庸武俠大系》（2019）
- 合著（沈登恩主編，三毛、項莊 (董千里)、羅龍治、林燕妮、翁靈文、杜南發等著）：《諸子百家看金庸》五輯（遠景，1984-1985）
- 林保淳：《解構金庸》
- 邱健恩：《漫筆金心：金庸小說漫畫大系》（遠流，2019）
- 邱健恩、鄺啟東：《流金歲月：金庸小說的原始光譜》（遠流，2023）
- 邱健恩、鄺啟東：《尋金探本：流金歲月番外篇》（遠流，2023）
- 鄺啟東：《另類金庸：武俠以外的筆耕人生》（中華，2023）
- 楊照：「金庸的武林」三冊［《曾經江湖：金庸，為武俠小說而生的人》、《流轉江湖：金庸奇俠的異想世界》、《再會江湖：金庸小說的眾生相》］（遠流，2024）

## 衍生作品

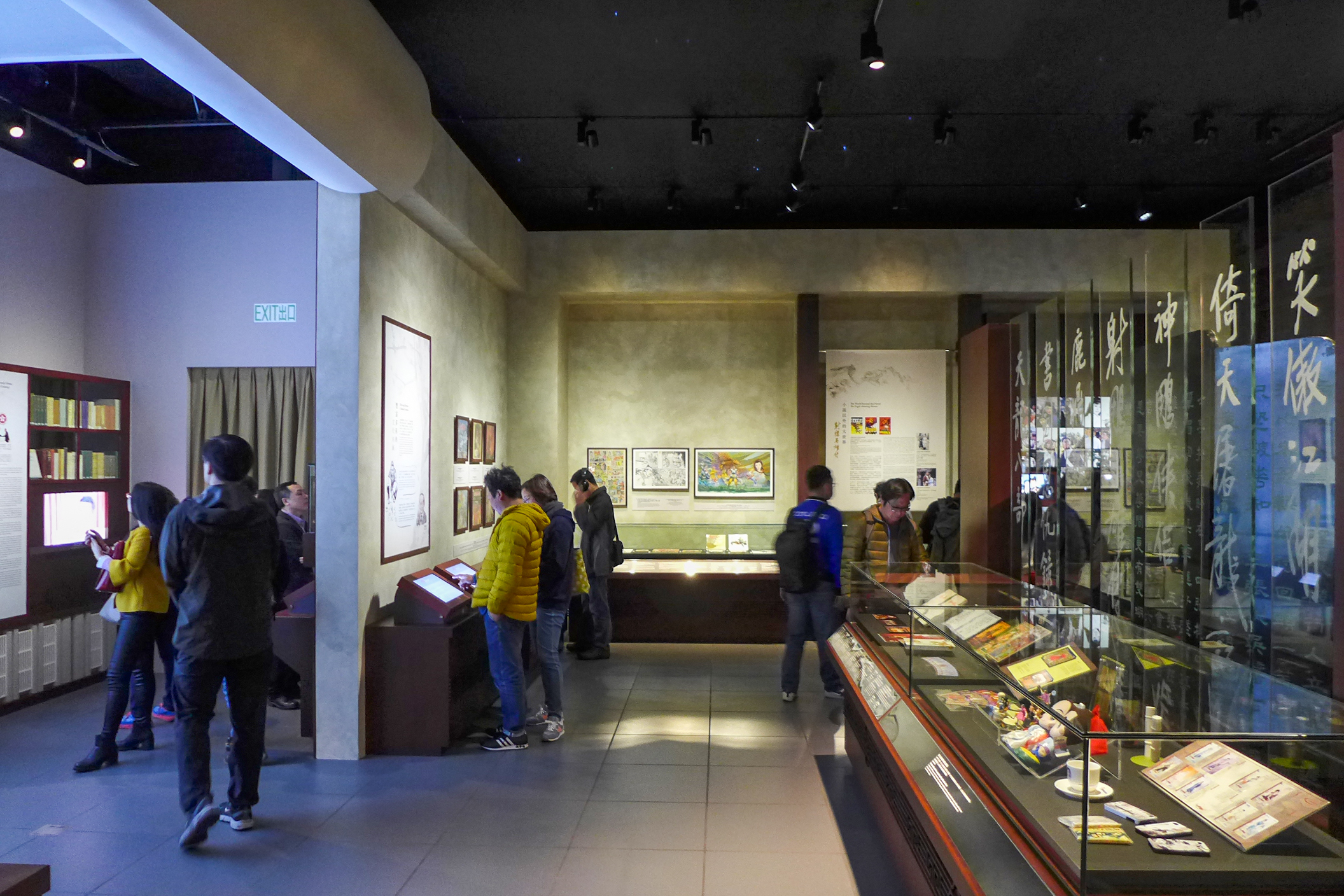
位於香港文化博物館的金庸館

金庸的作品广为传播，不僅改編成影视、廣播劇、舞台劇、漫畫、動畫、電腦遊戲等，還衍生出多種文化產品和活動，對華人文化影響深遠。

### 影視
第一部搬上銀幕的金庸小說是《射鵰英雄傳》，为2集的粵語電影，由香港峨嵋電影公司於1958年拍摄。
部份改編版本雖然和原著有顯著的不同，甚至只是借用其形式，如香港電影《東邪西毒》，但仍可見金庸小說啟發了其他作品的創作。對於各電視和電影版本的金庸小說故事，可參閱上列小說條目。

### 動畫
- 《神鵰俠侶》

### 漫畫
- 《射鵰英雄傳》（全40冊，潘偉，海風出版社，1988年）
- 《射鵰英雄傳》（全38冊，李志清）
- 《射鵰英雄傳》（漫畫）黃玉郎
- 《神鵰俠侶》（全18冊，黃展鳴）
- 《神鵰俠侶》（漫畫）黃玉郎
- 《笑傲江湖》（全26冊，李志清）
- 《倚天屠龍記》（全25冊，馬榮成）
- 《侠客行》（全27冊，林业庆）
- 《雪山飞狐》（全20冊，馬榮成）
- 《鹿鼎记》（全60冊，司徒剑侨）
- 《书剑恩仇录》（全30冊，何志文）
- 《天龙八部》（漫畫全100冊）黃玉郎
- 香港著名漫畫家潘飛鷹在上世紀60年代至70年代期間，把多套金庸武俠小說改編為漫畫。包括：《書劍恩仇錄》、《碧血劍》、《射鵰英雄傳》、《雪山飛狐》、《飛狐外傳》、《神鵰俠侶》、《倚天屠龍記》、《笑傲江湖》和《天龍八部》。[70]

### 電腦遊戲

#### 单机遊戲
- 金庸群俠傳－智冠科技
- 金庸水浒传
- 金書紅顏錄(免費共享軟體)
- 神鵰俠侶－昱泉國際
- 笑傲江湖－昱泉國際
- 天龍八部－智冠科技
- 倚天屠龍記／新倚天屠龍記／真．倚天屠龍記－智冠科技
- 射鵰英雄傳（PS版）－SCEH
- 鹿鼎記皇城爭霸（DOS）、鹿鼎記2（Windows）－智冠科技
- 金庸群俠傳2、3（Flash）－半瓶神仙醋

#### 線上遊戲
- 武林群俠傳 Online（智冠科技）[71]
- 金庸群俠傳 Online（中華遊戲網）[72]
- 金庸群俠傳 Online 2（香港中華網龍）[73]
- 金庸群俠傳 Online 3（香港中華網龍）
- 金庸無雙[74]
- 天龍八部 Online（搜狐製作，台灣遊戲新幹線代理，香港Gameone代理）[75],马来西亚CIBMall代理）[76]
- 天龍八部 Online 2（搜狐製作，台灣遊戲新幹線代理，香港Gameone代理）[77]， 马来西亚CIBMall代理）[76]
- 神雕侠侣（智冠科技）[74]
- 笑傲江湖 Online（昱泉国际）[78]
- 東邪西毒 Online[79]
- 九陰真經 Online[80][81]
- 鹿鼎記 Online（搜狐畅游）[82]
- 武林至尊（哈克娱乐）[83]
- 独孤九剑[84]
- 武林之王[85]
- 七剑群侠传[86]
- 俠客時代[87]
- 書劍恩仇錄 （北京麒麟遊戲）[88]
- 神雕[89]
- 降龙十八掌[90]
- 逆天訣之降龍十八掌[91]

#### 網頁遊戲
- 書劍恩仇錄 （台灣一起遊戲）[92]

### 電視節目
2003年10月8日，陕西电视台主辦「华山论剑」活动，邀请金庸上华山，主会场设在华山的北峰，海拔高度1561米，除了金庸、主持人和嘉宾外，还有十几位网友。

### 飲食
1998年，中環鏞記酒家受金庸和美食家蔡瀾所託，赴台炮製「射鵰英雄宴」，按照小說內容做出10款菜式，主要為仿製黃蓉為洪七公烹調的菜式，在台北西華飯店宴請出席「金庸小說國際學術研討會」的200位與會者，包括當時參選台北市長的3名候選人馬英九、陳水扁和王建煊，雖獲好評，因材料及製法刁鑽未能成為日常供應的餐單。另外，中華廚藝學院（CCI）獲香港特別行政區駐布魯塞爾經濟貿易辦事處邀請，分別於2017年10月19日及24日於法國及比利時兩國主理「射鵰英雄宴」。同年8月，台北花園大酒店「翠庭」也推出「金庸美食季」，復刻《射雕英雄傳》中的美食等等。

### 偽書
1980年代時，曾有人以“鏞公”為筆名著書《射鵰前傳》、《神鵰前傳》之類的作品，無論包裝和印制都與金庸的作品集極之相似，撰寫故事以外的情節。在香港部份租售舊小說的書店仍然存在。在中国大陆，也有类似的抄襲的作品，不但书名类似，而且署名作者也和金庸很类似，如“金童”、“全庸”、“金康”、“金庸新”、“金庸巨”等。

## 家屬親人

### 婚姻
1948年與杜冶芬結婚，後於1953年離婚。1956年與從事記者的次任妻子朱玫結婚，婚後她以其新聞從業經驗協助金庸創辦《明報》，並與其育有二子二女。
金庸於七十年代下葉開始與年輕二十九年，時年十六歳的咖啡室女侍應林樂怡發展婚外情，並於跑馬地金屋藏嬌，之後更於1976年主動與朱玫離婚以娶其為妻。同年10月，在美國讀書的長子查傳俠與女友吵架後輕生，此事亦有傳與父母離婚引致的精神困擾有關。

### 同族先祖
- 明清之交的名人查继佐是金庸先生的祖先之一，金庸先生在其封笔之作《鹿鼎记》当中也曾提及此人生平。此人在《聊斋志異》與《觚胜雪莲》中有記載，蒲松龄在其作品中贊揚此人“厚施而不問其名，真俠烈古丈夫哉！”。《觚胜雪莲》中记述查继佐“才华丰艳，而风情瀟洒。常謂滿眼悠悠，不堪酬對；海内奇杰，非从尘埃中物色，未可得也”。然真實情況卻並非如此。《查繼佐年譜》裡，查繼佐本人亦否認有此事，說：「葛如，方布衣野走，世傳余有一飯之恩，懷之而思報。其實無是也。是則公在時已傳其事，故公為之辨。」乾隆時詩論家吳騫也認為此傳聞事不可靠，但金庸在其《鹿鼎記》開首將這個傳說也寫進故事裡[98]。
- 查慎行是清康熙年間的有名詩人，“查慎行，字初白，海宁人。少受學黄宗羲。于经通于《易》。性喜作詩，游覽所至，辄有吟咏，名聞禁中”，他的作品深受康熙皇帝喜爱，曾供职於南书房。
- 查嗣庭在雍正時期，因「維民所止」，被雍正帝認為維、止二字隱喻將其去頭，遭受文字獄逼害下獄病逝。

### 家族
- 父查枢卿為浙江當地大地主，因其身份而於1951年因為镇反运动被中共定性為「黑五類之首的地主與惡豪階級」。在浙江海寧以反革命罪在家人面前被处决，全部家產被沒收，只剩下兩間老屋。1981年平反。
- 堂兄查良釗為中华民国著名教育家、慈善家。
- 堂兄查良鑑為中華民國法務部前部長及中華民國最高法院前院長。
  - 堂侄孫女查家雯（查良鑑之孫女）為台灣搖滾樂團櫻桃幫、原子邦妮主唱（藝名查查）[99]。
- 表兄徐志摩為中華民國著名文學家[100]，有人認為《天龍八部》中雲中鶴的形象是來自於金庸心中徐志摩的形象，因為「雲中鶴」就是徐志摩的筆名。
- 表兄蔣復璁曾任台灣國立故宮博物院院長（撰於《連城訣》後記）。
- 族弟查良燮（艺名张文良）曾为相声社团德云社演员，曾为相声演员何云伟首位捧哏，於2003年病逝。
- 遠房堂兄查良铮（筆名穆旦）为近代著名翻译家及诗人。
- 遠房曾叔公查濟民為香港紡織業大亨，曾與金庸於《香港基本法》起草委員會共事並共同起草日後被採用的雙查方案，成為社會熱話。
- 遠房姑丈蒋百里為著名軍事家。
  - 遠房表姐夫為中國著名原子科學家錢學森（其妻蔣英非蔣百里原配、金庸遠房姑母查品珍所出，無實質血緣關係）
- 作家瓊瑤與金庸有家族關係。[註 3]
- 叔公查錫我乃香港之著名大律師

## 軼事

### 关于作品
- 金庸第一部小說《書劍恩仇錄》，據說是金庸自小在浙江家鄉流傳的故事（見後記）。
- 《連城訣》後記中陳述金庸該部小說靈感來源，乃來自兒時家鄉長工和生少年時期悲慘經驗（類似大仲馬的《基度山恩仇記》情節），原本被打成殘廢、父母氣死、未婚妻改嫁兇手，而兇手也準備在牢中害死他；後來，和生獲金庸祖父查文清搭救，於是便在查家任長工，但金庸的父母都不會太差使他。金庸小時候常跟他在一起，卻始終不知道他姓名，上述事件，乃和生有次病重自以为將死時告訴金庸的往事。
- 據說，金庸寫小說之同時，曾經喜歡某女明星被拒（應該說無下文，對方應該是電影女星夏夢，金庸認識時已作為人婦）。因此像小說中部分角色，都有類似經驗，諸如令狐沖、游坦之、韋小寶、余魚同。
- 著名科幻、武俠小說家倪匡先生是金庸的好友。1965年曾在金庸外遊欧洲時代筆《天龍八部》，至今引以为豪，然金庸修订后已全部去除（但阿紫眼盲仍未更動，僅由金庸將爾後情節略作發揮與修改）。

### 其人

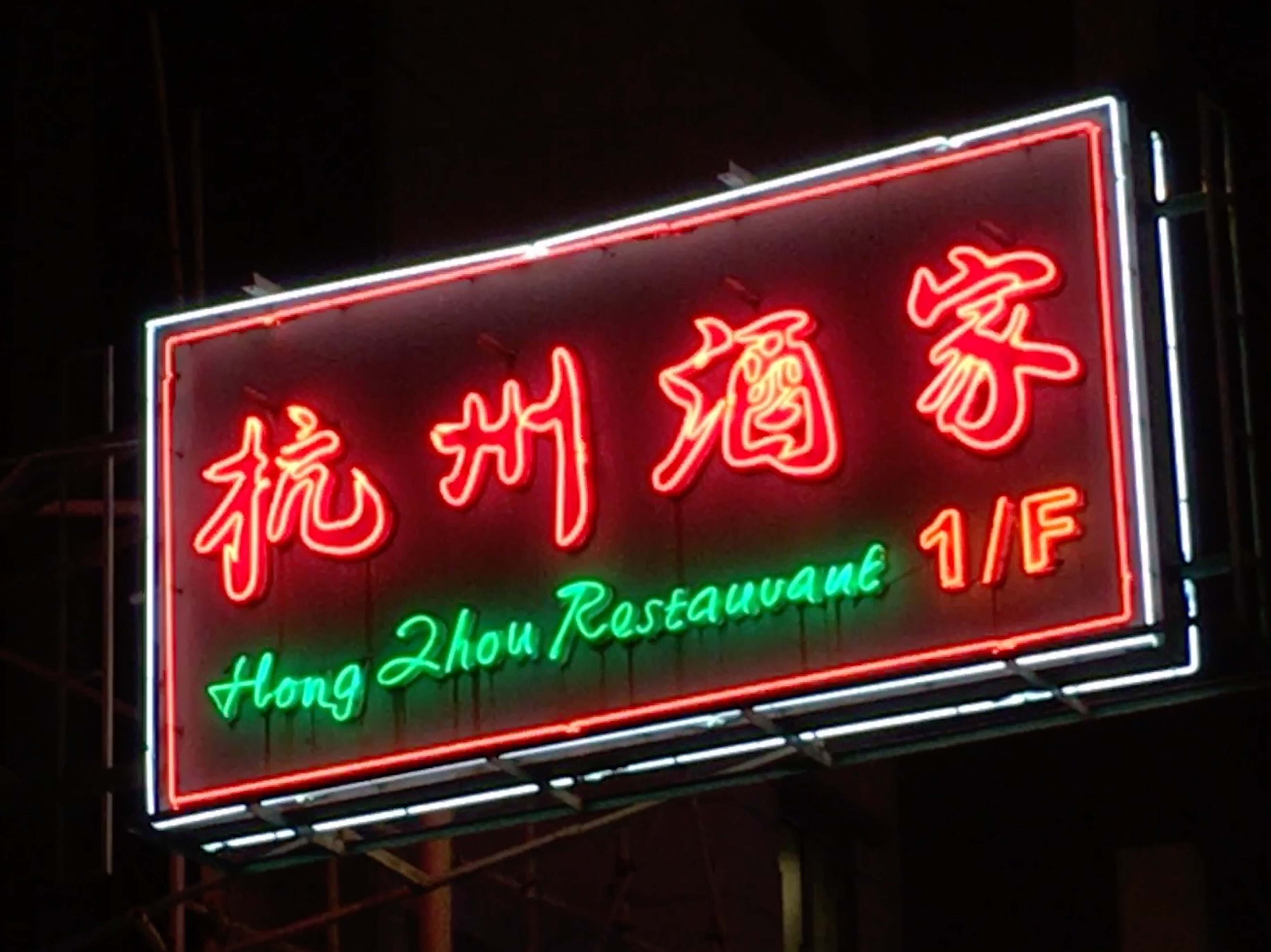
除了鏞記酒家，金庸亦愛到灣仔杭州酒家用膳，而其招牌題字更為他本人墨寶

- 金庸會上海話和粵語，1973年4月訪問后来担任中华民国總統的蔣經國，自言「蔣經國，我跟他說上海話，大家都是浙江人⋯⋯談起話來，就像同鄉一般，都是浙江，感覺很親切」[102]。
- 傳說金庸對古典樂十分喜好，判別能力超強。可以隨便聽過一段樂句，就告訴你這是哪位作曲家的哪首作品。
- 金庸沉實內儉，說話不多，對決定不易改變。
- 金庸愛車，跑車为尤。
- 金庸曾熱衷於圍棋，後來曾聘請職業棋士指點棋藝，有業餘五段水平。
- 金庸愛吃肉，最喜歡吃的水果是西瓜。
- 金庸不吃早餐，每天兩餐。
- 金庸年輕時據說酒量不錯，常喝不加冰的威士忌。
- 金庸喜愛香煙，在寫作、會議或友聚也喜愛抽煙。
- 金庸對於《明報》最為重視副刊，是為報格和與其他報章不同之重點，認為副刊寫得好報章才能大賣。專欄作者加入皆為金庸首肯，要求嚴格。
- 金庸主理《明報》時期，副刊因幕名金庸而名家者眾。但開出之稿費卻比其他各大報章為低，且長年極難要求金庸加稿費。金庸對於《明報》開支很節儉，甚或被認為吝嗇。
- 金庸友人，知名作家、美食蔡瀾，曾在其著作《我決定活得有趣》中提及金庸在飯後閒聊時，常用食指和中指各插上一支牙籤，當作是踩高蹺一樣，一步步行走。
- 金庸與香港另一文人倪匡是相識60載的好友，倪匡以「金庸小說，天下第一，古今中外，無出其右」總結對方文學界的成就，並認為金庸過身後其作品將流芳百世[103]。
- 接受訪談時，金庸認為自己像張無忌（《倚天屠龍記》），妻子像夏青青（《碧血劍》）。
- 金庸在《鹿鼎記》后記中，表示自己最喜歡的作品是《倚天屠龍記》、《笑傲江湖》、《神鵰俠侶》和《飛狐外傳》(在新修版《鹿鼎記》中的後記加入了《天龍八部》)。
- 金庸在《倚天屠龍記》后記中，表示自己最愛的女性人物是小昭（《倚天屠龍記》）。
- 曾开除金庸的國立政治大學（其前身即中央政治學校）于2007年5月19日，授予金庸榮譽博士學位[104]。
- 金庸於香港大學設立「查良鏞學術基金」，並擔任主席，主力邀講各國學者定期舉行學術講座和研討會。
- 香港大學於2009年2月27日成立國際金庸研究會。研究會並非註冊社團，由金庸及前港大中文系主任單周堯教授擔任顧問，創會會長為李思齊教授及伍懷璞教授，現任會長為港大文學院黎活仁副教授[105]。
- 金庸於2005年訪台接受媒體專訪時，曾表示自己非常欣賞當時臺灣的教育部長杜正勝，直言：「我自己研究歷史。他是歷史學家，他寫很多文章，我看了很佩服他，我希望能認識他，跟他請教。」[106]
- 池田大作說：「我所感嘆的是，他在面對巨大權勢時絕對不後退一步的風骨，而正是這種風骨中充滿着對人民群眾的摯愛之情，他時常注視着民眾這一原點，對之懷着風雨不動的『目光』。而這就是中國數千年歷史中常傳承不衰的『大人』風骨。常言有所謂『筆鋒』，金庸先生就是以筆為劍，鋒芒畢露。」[107]:4。
- 金庸曾對池田大作說：「中國對於香港的政策，可以說是『現狀不變，長期利用』八個字，再加上八字：『民族大義，利於國家』。香港現狀的維持對中國有利，對全國人民有利。只要能長期維持下去，可以加以充分利用。」[107]:31、「這其中香港所發生的作用之大、所作貢獻之重要，是無可估量的。由於這些實際的考慮，毛澤東和周恩來制定的香港政策是『保持現狀，充分利用』。香港只有保持現狀，才對中國有用，既然有用，就長期而充分的利用之。這個政策一直不變。」[107]:36、「『反英抗暴鬥爭』，組織左派群眾，和香港的英國政府正面衝突，衝擊港督府，與警察打鬥，到處放置炸彈。英國出動正規軍反擊，雙方都有死傷，還累及不少無辜市民，一時局面十分惡劣。幸得周恩來總理親自下令制止這種違反中央政策、破壞香港穩定繁榮的行動，左派暴動才漸漸平息。其後這場動亂的組織者與發動者據說受到了黨內的批評，有些人還受到處分懲罰，被下放到邊遠地區的農場和礦山中勞動改造。經過了這次教訓後，『不得破壞香港現狀』的政策在中共高層領導中更加得到重視，這個政策的基本理由是：香港現狀的維持對國家有利、對全國人民有利，也即是對全黨有利，對香港廣大中國同胞有利。」[107]:37

- 江澤民曾對金庸說：「我們年紀差不多，也都是抗戰勝利前後，和解放以前上大學的，都經受過民族和國家的艱危和困苦。」[107]:28-29
- 金庸作為鄧小平再次上任後「第一位接見的香港同胞」。期間，鄧小平主動提及查樞卿被處決的事，並要求金庸「團結起來向前看」；金庸點點頭，說：「人入黃泉不能復生，算了吧！」。不久，浙江海寧縣法院撤銷31年前的原判，宣布已被槍殺的查樞卿無罪，是「錯案冤案」，並給予「平反」。為此，金庸還專門寫信表示「感謝」。

## 相關
- 杭州西湖雲松書舍[108]

## 参見
- 金庸作品
- 金庸筆下武功列表
- 金庸筆下兵器列表
- 金庸筆下門派列表
- 金庸学
- 金庸图书馆 (嘉兴)
- 金庸圖書館 (澳門)

## 外部連結
- 宋偉杰：〈民族國家，個人身份，歷史記憶──論金庸小說的胡漢恩仇（页面存档备份，存于）〉。
- 宋偉杰：〈金庸小說的成長主題與性别政治（页面存档备份，存于）〉。
- 宋伟杰：〈“包括在外”，排除在内，华语语系叙事策略──重绘金庸侠义地形图（页面存档备份，存于）〉。
- 孙立川：〈回归传统，革故鼎新──试论金庸对中国传统小说的改造和发展（页面存档备份，存于）〉。
- 顾彬：〈“金庸”与中国当代文学的危机（页面存档备份，存于）〉。
- 《金庸傳》（页面存档备份，存于） ISBN 962-357-709-5 明報出版社出版
- 金庸網（页面存档备份，存于）
- 金庸在互联网电影资料库（IMDb）上的資料（英文）
- 金庸在香港影庫上的簡介
- 金庸在豆瓣上的资料（简体中文）
- 金庸在时光网上的簡介（简体中文）